# François-Charles-Ernest Octobon
François Charles Ernest Octobon, né à Menton le 5 octobre 1881 et mort dans la même ville le 20 octobre 1969, est un archéologue et préhistorien français.

## Biographie

### Militaire
Après avoir étudié au collège de Menton, il part à Aix-en-Provence pour commencer des études de médecine. Il s'engage cependant dans l'armée dès le 19 mai 1900, à l'âge de 18 ans, suit des études d'officier à Saint-Maxent, et, étant bon topographe, est détaché au service géographique de l'armée. En 1914, il demande à quitter ce service pour partir avec une unité combattante. Après la Première Guerre mondiale, il devient délégué français à Berlin pour la Commission internationale de délimitation des frontières de la Sarre, participe à l'occupation, avec ses chars, de la Rhénanie. La paix revenue, c'est une suite de villes de garnison en Bretagne, en Artois, en Tunisie, en Ariège. Il profite de tous ses instants de liberté pour se consacrer en priorité à la recherche archéologique.
Certifié de préhistoire à Toulouse, il organise d'importantes fouilles dans une grotte des environs de Pamiers en 1927, puis prend sa retraite et part s'installer à Nice. Il reprend du service lors de la Seconde Guerre mondiale.

### Préhistorien
À Nice, il se consacre entièrement à ses travaux d'archéologue et de préhistorien. Ses publications (plus de deux cents), ses communications internationales, ses conférences (près de deux cent cinquante d'après Louis Cappatti, historien de Nice) sont innombrables. Il est lauréat de l'école d'anthropologie, prix d'Ault de Mesnil pour son enquête mondiale sur les « figurations néo et énéolithiques » de 1930.
L'un de ses plus grands titres de gloire est d'avoir mis au jour, après quinze ans de fouilles dans la grotte du Lazaret, à Nice, l'os pariétal droit d'un enfant daté d’environ 170 000 ans. À la suite de cette découverte, en 1965, le directeur des antiquités préhistoriques de la région Provence – Corse, lui confie, ainsi qu'au jeune Henry de Lumley, l'organisation du chantier de fouilles d'urgence de Terra Amata.
La ville de Nice lui a dédié le nom d'une rue, la Montée Commandant Octobon, qui s'étend du boulevard Stalingrad au boulevard Winston Churchill.

## Organismes et associations
- Président de l'Institut de Préhistoire et d'Archéologie des Alpes Maritimes,
- Vice-président de la Société préhistorique française,
- Délégué Départemental de la société préhistorique française pour les Alpes-Maritimes
- Correspondant départemental de la commission supérieure des Monuments historiques,
- Correspondant de la Direction des antiquités préhistoriques Provence-Corse,
- Président administratif de l'Association pour l'Étude, la Défense et l'Illustration du Val des Merveilles (les gravures du Mont Bégo),
- Délégué départemental de la XIII° circonscription préhistorique,
- Membre de l'Association française pour l'avancement des sciences, de l'Institut International d'Anthropologie, de l'Association de Guillaume Budé, de l'Acadèmia Nissarda,…

## Distinctions
- Commandant dans la réserve de l'armée de terre[1]
- Officier de la Légion d'honneur (1928)[3]
- Croix de guerre 1914–1918, palme de bronze – deux étoiles et deux palmes - avec quatre citations
- Croix de la Valeur militaire
- Officier de l'Instruction publique

## Publications
Source
- Castellaras et camps, lire en ligne, 1962
- L'Aquitaine et les Sotiates de César..., 1938
- Classifications néolithiques, 1936
- Les Premières populations de l'Ariège , 1936
- la question tardénoisienne, 1923
- Enquête sur les figurations Néo et Énéolithiques, statues-menhirs, stèles gravées, dalles sculptées, 1931
- Industries à microlithes. Leurs rapports avec le paléolithique et le néolithique., 1935
- Les quartzites taillés de la vallée de la Garonne.,
- Les populations anciennes de la côte méditerranéenne; leurs luttes contre les Romains, 1942
- Découverte d'une pierre tumulaire à Cimiez, 1946
- Études et notes d'histoire et d'archéologie antique dans les Alpes-Maritimes. Gallia braccata et Gallia comata, 1942
- La sépulture barbare d'Irougne, commune d'Ilonse (Alpes-Maritimes), 1940
- Le peuplement des Alpes-Maritimes, des origines à la conquête romaine, 1939
- Les gravures préhistoriques du Mont Bego, 1948
- Ligures, Ibères, Celtes d'après les textes, la linguistique, l'archéologie, l'antropologie et la préhistoire. - I. Les Ligures, 1940
- Othoniens et Vitelliens en Ligurie occidentale, 1943
- Stanislas Bonfils et les découvertes des Baoussé-Roussé, 1938
- Les industries à microlithes de la côte de l'Océan atlantique., 1936
- Technique de delitage des galets et industrie de l'éclat dans la grotte du Lazaret (A-M), 1956
- Initiation à la préhistoire, 1941, préf.
- Camp du Mont Bastide, 1955[5]

Il a écrit également plusieurs poèmes comme le recueil suivant :
- À la recherche... (Tome 1 et 2), 1960 et 1965